# Pinkie (videojuego)
Pinkie es un videojuego de plataformas de 1994 desarrollado por Data Design Interactive y publicado originalmente por Millennium Interactive para Amiga. Piko Interactive lanzó una versión para Super Nintendo Entertainment System en 2018. En el juego, el jugador asume el papel de Pinkie, quien tiene la tarea de recolectar huevos de dinosaurio a través de la galaxia para evitar su extinción. El jugador controla a Pinkie y su vehículo «Pinkie Pod» a lo largo de 50 niveles que presentan su propia variedad de enemigos y obstáculos divididos en cinco planetas. El Pinkie Pod puede realizar varias acciones y el jugador puede obtener mejoras para aumentar sus funciones.
Pinkie comenzó a producirse en enero de 1993 en la plataforma Amiga cuando los codiseñadores Stuart Green y Scott Williams discutieron lo que les gustaba en los juegos, y decidieron hacer un juego que fuera jugable como Mario con rompecabezas y «todo lo que hay allí». El juego se desarrolló principalmente en Amiga, aunque se estaba haciendo simultáneamente para otros sistemas, lo que llevó al equipo a un proceso de pensamiento «similar a una consola» y lo diseñó para que estuviera orientado a la consola. La música fue compuesta por Darren Wood y el sello discográfico Station 2 Station. Se planearon versiones para Amiga CD32, Game Gear y Sega Mega Drive, pero nunca se lanzaron. Obtuvo una recepción media por parte de la prensa especializada en juegos de Amiga.

## Jugabilidad
Pinkie es un juego de plataformas de desplazamiento lateral con elementos de rompecabezas que se asemejan a Super Mario World y James Pond 3 en el que el jugador asume el papel de Pinkie, quien tiene la tarea de recolectar huevos de dinosaurio a través de la galaxia para evitar su extinción. El jugador controla a Pinkie y su vehículo «Pinkie Pod» a lo largo de 50 niveles que presentan su propia variedad de enemigos y obstáculos divididos en cinco planetas, cada uno representado por un mapa del mundo exterior que se expande después de completar un nivel. Pinkie deberá recolectar dos de los tres huevos colocados en lugares predeterminados para completar un nivel.
Pinkie puede saltar sobre los enemigos para aturdirlos temporalmente cuando esté fuera de su vehículo cápsula, pero solo podrá recibir un golpe antes de perder una vida. Al usar el Pinkie Pod, el jugador será invulnerable y podrá realizar varias acciones, como elevarse para alcanzar plataformas más altas, atacar enemigos, sumergirse bajo el agua y almacenar huevos recolectados. Entre niveles, el jugador podrá obtener mejoras para el Pinkie Pod para aumentar sus funciones. Después de completar cada nivel en un planeta, deberá luchar contra un jefe para avanzar más.

## Desarrollo
Pinkie fue creado por Data Design Interactive, un desarrollador de juegos británico que había trabajado anteriormente para la editorial Millennium Interactive en las versiones de Commodore 64 y Game Boy de James Pond 2: Codename RoboCod, y en el diseño de niveles de James Pond 3. Fue coproducido por Stewart Green y Tony Hackett. Green también se desempeñó como diseñador de juegos, escritor de escenarios y diseñador de personajes junto a Scott Williams, quien trabajó como diseñador y programador en Krusty's Super Fun House (1992). Williams concibió el concepto del juego y actuó como programador, con Antonio Argentieri y Simon Prytherch proporcionando rutinas adicionales. El artista principal John Court fue responsable del diseño gráfico, mientras que Mark Rafter estuvo a cargo del storyboard de la secuencia introductoria del juego. La banda sonora fue compuesta por Darren Wood y el sello discográfico Station 2 Station. Varios miembros del personal también colaboraron en el proceso de desarrollo del juego.[5] Green y el gerente de Millennium, Keith Smith, relataron la creación y la historia del proyecto en entrevistas.
Pinkie comenzó la producción en enero de 1993. Querían que fuera gráficamente diferente y concibieron el personaje de Pinkie, cuya apariencia se modificó gradualmente a medida que el concepto del juego evolucionó durante el desarrollo en el transcurso de seis meses hasta que se finalizó. El equipo quería algo diferente para el juego y se le ocurrió la idea de los «opuestos» que dieron como resultado la cápsula de Pinkie. El personaje fue coloreado de rosa para que pareciera vulnerable y le dieron ojos grandes para agregar un elemento «lindo», mientras que su idea al diseñar la cápsula era una nave con un dispositivo blindado resistente. Sin embargo, el equipo se dejó llevar por la cápsula y se dio cuenta de que había demasiadas opciones, por lo que decidió limitar la cantidad de movimientos del jugador con ella al diseñar niveles e implementar acertijos. Todas las imágenes del juego fueron diseñadas para ser comprimidas, ya que el equipo estaba acostumbrado a las rutinas de compresión debido a su experiencia previa con la versión de RoboCod para Commodore 64.
Pinkie se desarrolló principalmente en Amiga, que Data Design Interactive consideró una plataforma accesible y fácil de programar, aunque se estaba haciendo simultáneamente para otros sistemas. La programación multiplataforma llevó al equipo a un proceso de pensamiento «similar a una consola» y diseñó el juego para que estuviera orientado a la consola. El equipo inicialmente colocó más detalles en el fondo, pero al mostrar el juego, al público le gustó que se viera más simplista y el color pastel plano, lo que llevó a fondos más básicos. Restarle importancia a los fondos complejos y los efectos de paralaje le permitió al equipo mostrar 32 colores en pantalla en lugar de 16 colores, aunque Green admitió que el juego podría haber sido más rápido. Para el nivel alienígena, el fondo se animó utilizando un método en el que las cuadrículas de bloques en pantalla se actualizan constantemente. Millennium probó el mercado del juego desde el principio con un grupo de enfoque compuesto por niños, a quienes les gustaban los elementos lindos y de rompecabezas en lugar del componente de plataformas, así como explorar los niveles. El sello discográfico Station 2 Station se acercó a Millennium y les pidió personajes con potencial de audio. Millennium fue a Station 2 Station y les mostró capturas de pantalla, ilustraciones y el perfil de Pinkie para producir un sencillo comercializable en un mes. Millennium también llegó a un acuerdo en el que Station 2 Station también compondría la música del juego.

## Lanzamiento
Inicialmente, se planeó que Millennium Interactive publicara Pinkie para Amiga en Semana Santa de 1994, luego se programó para marzo y luego para junio; se lanzó en septiembre (aunque octubre también figura como fecha de lanzamiento). Se anunció una versión para Amiga CD32, pero nunca se lanzó a pesar de haber sido revisada por la publicación británica Amiga CD32 Gamer. Millennium también estaba desarrollando versiones para Game Gear y Sega Mega Drive y se planeó que Tengen las publicara; ambas versiones se programaron primero para agosto de 1994 y luego para septiembre, mientras que la versión para Mega Drive se planeó para noviembre, pero ninguna de las versiones se materializó. Sony Electronic Publishing iba a publicar una versión para Super Nintendo Entertainment System, pero nunca se lanzó hasta que se filtró en línea una imagen de ROM prototipo en 2014. En 2015, Piko Interactive adquirió los derechos de la versión inédita de SNES y abrió pedidos anticipados en 2017. La versión de SNES se lanzó en mayo de 2018.[cita requerida]

## Recepción
Pinkie obtuvo una recepción promedio de la prensa de juegos de Amiga. Tony Dillon de CU Amiga lo consideró un juego divertido y original, elogiando la presentación gráfica y la banda sonora techno, pero consideró que su atractivo general era demasiado limitado, comentando que los jugadores más jóvenes se aburrirán con el juego mientras que los jugadores mayores podrían considerarlo lento para ser disfrutable. Matt Broughton de The One Amiga elogió los gráficos del juego, las animaciones divertidas de los personajes, los niveles variados y el Pinkie Pod por ser un gran «festival de juguetes», pero notó similitudes con la serie James Pond y criticó su jugabilidad superficial. Séverine Ducly y Fabinnou de Amiga Concept sintieron que el juego era amigable y divertido, y destacaron el personaje de Pinkie, pero ambos críticos coincidieron con Broughton en cuanto a las similitudes con James Pond. También sintieron que los controles del juego eran a veces complicados y vieron las imágenes «lindas» lejos de ser excepcionales.
Jonathan Maddock de Amiga Computing se hizo eco de pensamientos similares al comparar a Pinkie con la serie James Pond, particularmente su mezcla de acción de plataformas y rompecabezas. Maddock etiquetó al juego como un «pequeño juego de plataformas genial», aclamando sus gráficos de colores pastel, animaciones de personajes bien presentadas, banda sonora pop, efectos de sonido adecuados y jefes grandes. Grégory Halliday de Amiga Dream estuvo de acuerdo con Maddock sobre las imágenes en tonos pastel, afirmando que le dan encanto a la presentación, pero notó los fondos ocasionalmente desnudos. Halliday también sintió que el juego tomó características de la serie James Pond, específicamente James Pond 3. Richard Löwenstein de Amiga Joker le dio comentarios positivos a la música, los efectos de sonido y el sistema de control del juego, pero criticó el constante intercambio de discos, el desplazamiento entrecortado, los gráficos poco detallados y las animaciones de sprites deficientes. Computer and Video Games lo consideró un juego de plataformas/rompecabezas agradable para los niños, elogiando sus entornos coloridos dibujados a mano, el audio y la jugabilidad.
La revista francesa Génération 4 le dio a Pinkie comentarios positivos por sus gráficos, fondos animados, duración, dificultad y la maniobrabilidad de Pinkie, pero sintió que no trajo ninguna innovación. Michael Erlwein de Amiga Games elogió los gráficos lindos y coloridos del juego, pero criticó su falta de innovación, animaciones, presentación tibia y diseño de niveles monótono. Escribiendo para la revista alemana Play Time, Oliver Menne expresó que el título era un «plataformero común y corriente» que recordaba a otros juegos, mientras que Ingolf Held compartió la opinión de Erlwein sobre su falta de innovación. A diferencia de la mayoría de los críticos, Jonathan Nash de Amiga Power criticó varios aspectos del juego, como los niveles vacíos y la detección de colisiones, y lo calificó de «un disparate de plataformas miserablemente insalvable». La publicación polaca Secret Service no estuvo de acuerdo con el sentimiento de Nash, opinando que es un buen juego, pero sintió que las imágenes no eran impresionantes. Ladislav Babuška de Score le dio al juego una perspectiva abrumadoramente negativa y coincidió con Nash en la mayoría de los puntos.